# QSO
QSO — выражение из международного Q-кода, принятого в служебной и любительской радиосвязи. Официальное значение: «Я могу связаться с (такой-то станцией) непосредственно», при передаче с вопросительным знаком — «Можете ли Вы связаться с (такой-то станцией) непосредственно?». В современной любительской практике употребляется в значении «сеанс двусторонней радиосвязи».

## Правила и практика
В радиолюбительской практике сеанс связи между двумя станциями — QSO — считается состоявшимся, если оба оператора приняли позывные друг друга и рапорт — условную оценку силы и качества сигнала корреспондента. Типовое QSO состоит из взаимного приветствия и представления, обмена рапортами, информацией о местоположении корреспондентов; если есть время и техническая возможность, может обсуждаться применяемая аппаратура, условия прохождения радиоволн, погода, события радиолюбительской жизни. В конце QSO обязательно следуют взаимные пожелания успеха (как минимум, в виде условного сигнала «73» — «наилучшие пожелания»). Общение во время QSO ведется на любом языке, знакомом обоим корреспондентам, с широким использованием Q-кода и радиожаргона. Международным языком радиообмена считается английский; в то же время многие операторы стараются хотя бы поприветствовать своего корреспондента и попрощаться с ним на его родном языке.
Обсуждать в эфире темы, не касающиеся вопросов радиолюбительского движения, операторам-любителям запрещается международным Регламентом радиосвязи. Исключение делается только для информации, передаваемой в связи с чрезвычайными ситуациями.
При связи с редкими станциями (например, радиоэкспедициями в труднодоступные районы), когда в эфире образуется большая очередь желающих провести связь, обычно передают только позывные, рапорты и короткую благодарность. Во время соревнований по радиосвязи (см. Радиосвязь на КВ) вместо рапорта передаётся контрольный номер — специальная комбинация символов, оговорённая в правилах соревнований. Также предельно кратко проводятся QSO в особых, нестабильных условиях, например, с отражением радиоволн от метеорного потока или полярного сияния («аврора»). Свои особенности есть в структуре QSO радиотелетайпом (RTTY), телевидением с медленной разверткой (SSTV) и цифровыми видами модуляции.
Факт проведения QSO обязательно отмечается в аппаратном журнале радиостанции с указанием точного времени, рабочей частоты (или хотя бы диапазона), использованного вида модуляции.
Невежливость, а тем более грубость и оскорбления в эфире считаются абсолютно недопустимыми. Как и в обычном разговоре, нельзя вклиниваться в чужое QSO без веской причины; нельзя отвечать на вызов, адресованный явно не тебе; нельзя создавать помехи в эфире (настраивать передатчик на занятой частоте, работать на неисправной аппаратуре, давать общий вызов на занятой частоте); при работе телеграфом нельзя передавать в более быстром темпе, чем это делает твой корреспондент (считается, что каждый работает на ключе с той скоростью, с которой сам может уверенно принимать). Эти и другие неписаные правила составляют так называемый «дух радиолюбительства» (англ. ham spirit) — кодекс доброжелательства и бескорыстной взаимопомощи между радиолюбителями всего мира.
Чтобы иметь документальное подтверждение проведенного QSO, операторы обмениваются бумажными квитанциями, так называемыми QSL-карточками, или регистрируют связь на специальных сайтах в интернете (LOTW, eQSL и др.).

## Примеры

### Типовое QSOрадиотелеграфом
Пример из книги «Азбука коротких волн», см. раздел «Литература».
- CQ CQ CQ DE G2BB G2BB PSE K

G2BB приглашает всех, кто его слышит
- G2BB DE UA3AAA PSE K

на вызов отвечает UA3AAA
- UA3AAA DE G2BB. GA DR OM. TKS VY MUCH FR UR CALL. UR RST 599. MY QTH IS LONDON. MY NAME IS JOHN. HW? UA3AAA DE G2BB K

G2BB здоровается, благодарит за ответ, сообщает рапорт — 599, сообщает своё местоположение (Лондон) и имя (Джон)
- G2BB DE UA3AAA. GD JOHN VY GLD TO NICE QSO. UR SIGS RST 599 ALSO. QTH IS MOSCOW. MY NAME IS YURI. QSL IS SURE. TKS FR NICE QSO. NW QRU. VY 73. CUAGN. G2BB DE UA3AAA. GB 73 SK

UA3AAA (Юрий из Москвы) здоровается, выражает удовольствие по поводу встречи, передает аналогичную информацию, заверяет Джона, что QSL-карточка будет ему выслана непременно, благодарит за приятное QSO и прощается. Поскольку UA3AAA отвечал на общий вызов, он должен попрощаться первым.
- UA3AAA DE G2BB. ALL OK YURI. QSL IS SURE. TKS FR QSO. VY 73 ES GOOD LUCK. UA3AAA DE G2BB 73 SK.

G2BB подтверждает приём, также обещает QSL-карточку, благодарит за QSO, прощается и завершает связь. Теперь G2BB может снова дать CQ и ждать следующего ответа.

### СокращенноеCWQSO с редкой станцией
Предельно краткое QSO между редкой станцией (RU110RAEM — мемориальная станция, работавшая в 2013 году в честь 110-летия Э. Т. Кренкеля) и обычным радиолюбителем (здесь — UW5EFL) длится несколько секунд и выглядит, как правило, так:
- CQ DE RU110RAEM K

RU110RAEM приглашает всех
- UW5EFL

UW5EFL отвечает на вызов
- UW5EFL 5NN

RU110RAEM передает рапорт для UW5EFL. В таких случаях рапорт практически всегда 599 (N передается вместо девятки — для краткости)
- R 5NN TU

UW5EFL подтверждает прием, передает 599 и благодарит
- TU QRZ? DE RU110RAEM

RU110RAEM благодарит и приглашает следующего

### Типовое QSO радиолюбителей телефонией
- Is this frequency in use? This is W1ZZZ 
 Is this frequency in use? This is W1ZZZ 
 CQ CQ CQ from W1ZZZ whiskey one zulu zulu zulu calling CQ and listening

W1ZZZ проверяет, свободна ли частота, и делает общий вызов.
- W1ZZZ from ON6YYY oscar november six yankee yankee yankee calling and standing by

ON6YYY отвечает.
- ON6YYY from W1ZZZ, good evening, thanks for your call, you are 59. My name is Robert, I spell Romeo Oscar Bravo Echo Romeo Tango and my QTH is Boston. How copy? ON6YYY from W1ZZZ. Over.

W1ZZZ передаёт рапорт, своё имя и местонахождение.
- W1ZZZ from ON6YYY, good evening Robert, I copy you very well, 57, readability 5 and strength 7. My name is John, Juliette Oscar Hotel November, and my QTH is near Ghent. Back to you Robert. W1ZZZ from ON6YYY. Over.

ON6YYY в ответ также передаёт рапорт, своё имя и местонахождение.
- ON6YYY from W1ZZZ, thanks for the report John. My working conditions are a 100 Watt transceiver with a dipole 10 meter high. I would like to exchange QSL cards with you, and will send you my card via the bureau. Many thanks for this contact, 73 and see you soon again, I hope. ON6YYY from W1ZZZ.

W1ZZZ описывает свою радиоаппаратуру и предлагает обменяться QSL-карточками через бюро.
- W1ZZZ from ON6YYY, all copied 100 %, on this side I am using 10 Watt with an inverted-V antenna with the apex at 8 meters. I will also send you my QSL card via the bureau, Robert. 73 and hope to meet you again soon. W1ZZZ this is ON6YYY clear with you.

ON6YYY также описывает свою радиоаппаратуру, подтверждает обмен QSL, вежливо прощается.
- 73 John and see you soon from W1ZZZ now clear and listening for any stations calling[4]

W1ZZZ вежливо прощается и предлагает другим станциям отвечать на свой вызов.

### Типовое QSO насоревнованиях по радиосвязителефоном
- Whiskey one zulu zulu zulu contest

W1ZZZ делает общий вызов, приглашая к участию в соревновании.
- Oscar november six zulu zulu zulu

ON6ZZZ отвечает.
- ON6ZZZ five nine zero zero one

W1ZZZ даёт контрольный номер, по которому будут сверять отчёты участников соревнований. Здесь он состоит из рапорта (59) и порядкового номера связи в данных соревнованиях (001).
- Five nine zero zero three

ON6ZZZ передаёт свой контрольный номер (59003).
- Thanks! W1ZZZ contest

W1ZZZ завершает связь и продолжает вызывать других участников.

### Типовое QSO по протоколуFT8
- CQ M6PSK JO01[5]

M6PSK даёт общий вызов и сообщает свой QTH-локатор.
- M6PSK G0QQQ IO81

G0QQQ отвечает своим QTH-локатором. Для ускорения обмена этот шаг иногда опускается.
- G0QQQ M6PSK -12

M6PSK передаёт рапорт — отношение сигнал-шум.
- M6PSK G0QQQ R-08

G0QQQ подтверждает получение рапорта и отвечает своим рапортом.
- G0QQQ M6PSK RRR

M6PSK подтверждает обмен рапортами и факт состоявшегося QSO (Reception Report Received). В качестве равноценной замены RRR часто используется RR73.
- M6PSK G0QQQ 73

G0QQQ прощается, подтверждая тем самым факт состоявшегося QSO со своей стороны.
- G0QQQ M6PSK 73

M6PSK прощается (необязательно, и только если им ранее не было передано RR73).